# ためしてガッテン
『ためしてガッテン』は、NHK総合テレビで1995年3月29日から2016年3月16日まで放送された生活情報番組。

## 概要
毎回、身近な生活の話題の一つのテーマを最新の科学を駆使・実践していくことで今までの常識を覆し、新しい常識を発見していく。1995年（平成7年）3月29日に放送された第1回のテーマは「ツボ健康法のツボ」だった。
以前は、同じジャンルの代表的な2つの物（例としてコーヒーと緑茶）を比較し、それぞれの相対的な良い点と悪い点を上げていくというスタイルで行われた。しかし、結論は毎回とも適材適所となっていた。その後は一つのモノを対象に深く掘り下げ、効果的な利用方法の紹介というスタイルに改められている。2000年代中頃からは、雑誌や民放が放送した番組でセンセーショナルに取り上げた健康食品等の効果を再検証し、その信憑性に警鐘を鳴らす企画も放送している。
番組で特定の企業に属する商品は取り扱わず、一般的に全国規模で生産されている健康食品などを取り扱うことが多い。効果ありと取り上げられた品物は爆発的に売れることが多く、よく知られた自然食品の中には翌日、売り切れする店が続出している。また、古くからある自然食品などにおいて、民放などが有害成分があるなどと警鐘を鳴らすと、それについても反証を行うなどし安全性を確認している。
2000年（平成12年）からは、過去の放送や要望の多いテーマについて、視聴者からの疑問・質問に答える「?にお答えします」を不定期に放送する。検証や追加実験などで分かった新事実を交えて、解決法を紹介する。
2007年（平成19年）3月7日放送よりハイビジョン収録・ハイビジョン制作を実施。
放送をまとめたVHSビデオが第1期・第2期はそれぞれ5巻発売された。DVDはポニーキャニオンより4タイトル2007年（平成19年）8月17日に発売された。
2009年（平成21年）2月4日の放送は、インフルエンザの急激な流行に伴い「緊急生放送!インフルエンザ最新対策」として急遽予定を変更し、生放送で行われた。
2006年（平成18年）3月にNHKから公表された1放送回あたりの製作費は1,680万円で、読売新聞の報道によると、民放の類似番組の約半額ほどとのことである。1本制作するのに6週間かかり、そのうち4週間が予備実験に費やす。
取り上げる食材の産地などにより、制作が地方局名義になることがよくある。
2011年（平成23年）4月よりスタジオセットがリニューアルされた。

### 『ガッテン!』へリニューアル
中高年層から人気を集めた番組だったが、2016年春季改編から放送時間を19:30 - 20:15に繰り上げ、番組タイトルを『ガッテン!』に改題しリニューアルすることが発表された。司会は引き続き立川志の輔・小野文惠アナが担当する一方、レギュラーだった山瀬まみが降板し、ナレーションも21年にわたって務めた生野文治から山寺宏一に交代した。

## 放送時間
いずれも特別番組などにより、休止・放送時間変更の場合があった。
- 総合テレビ
  - 本放送：水曜日 20:00 - 20:42
1996年3月までは20:00 - 20:38、1996年4月 - 1999年12月は20:00 - 20:44、2000年1月 - 2003年11月は20:00 - 20:43、2003年12月以降は20:00 - 20:42となった。
  - 再放送[注釈 3][注釈 4]：水曜日 16:05 - 16:47
- ワールド・プレミアム
  - 本放送：木曜日 20:00 - 20:43（総合テレビより1日遅れ）
  - 再放送[注釈 4]：金曜日 10:05 - 10:48
- デジタル衛星ハイビジョン
地上波より先行放送されていたが、2006年末で打ち切られた。
- チャンネル銀河（CS放送）
再放送が行われている。

## 出演者
- 司会
  - 立川志の輔（前身番組「くらべてみれば」「なせばなるほど」では、レギュラーパネラーを担当、司会に昇格）
  - 山本志保（アナウンサー、番組開始 - 1997年3月26日）
  - 小野文恵（アナウンサー、1997年4月2日 - 2016年3月16日）
- レギュラー
  - 山瀬まみ[注釈 5]
- ナレーション
  - 生野文治
- 解説放送ナレーション
  - 佐久田修
- 2名のゲスト芸能人（基本は名前スーパーは敬称略で表示されたが、NHKの会長が海老沢勝二の時期だった2001年から2004年までのみ、ゲスト名は「さん」付けで表示していた。会長交代から再び、敬称略に戻された。）

## 形式
番組は司会者2名がゲスト3名へ説明する形で進行する。番組のゲストは、各パートの終わりに理解度を「ガッテン台」と呼ばれる物で計り（ゲストが納得したら手元のボタンをたたく）、エンディングの「小論文」で番組の内容をまとめる。
初期はオープニングのミニクイズに「基礎講座」、各パートに「国語」「歴史」「数学」など学科名がつけられた。「小論文」コーナーはその名残である。
デジタル総合テレビ・デジタル衛星ハイビジョンはデータ放送がある。このうちデジタル衛星ハイビジョンでは、双方向機能を使ったクイズがあり（その日の番組内容から出題）、応募者の中から抽選で番組の記念品や書籍がプレゼントされた。また、ゲストがガッテン台を叩いて「合点」する際には、視聴者もガッテンできるよう配慮されており、「ガッテン」の音声合成もデータ放送で配信される。
デジタル総合テレビでは、番組終了時に双方向機能を使ったアンケートが実施され、回答者のうちから抽選で記念品がプレゼントされる。
番組内で使用される模型や人形は特殊美術デザイナー服部弘弐の手によるものである。

## 論議を呼んだ放送内容・事故
- 1999年（平成11年）2月17日放送の「なぜ食べられない？朝ごはん」で電子レンジを使った卵の調理法を紹介したが、放送後、視聴者から卵が飛び散った（爆発卵）という指摘や問い合わせがあり、NHKでは「電子レンジの種類や容器の大きさなどによっては卵が飛び散ることがある」として注意を呼び掛けた[5]。
- 2006年（平成18年）4月5日放送の「常識大逆転！体脂肪の新改善術」について、2007年（平成19年）4月7日号の『週刊現代』が「NHK『ためしてガッテン』に捏造疑惑」という題の記事を掲載した。記事では、同日の放送では尼崎市の職員4人が生活改善に取り組んだ様子を紹介し、アディポネクチンの血液中の値が1人は上昇し、3人は「変化なし」として放送したが、実際にはアディポネクチンの数値が下がった疑いがあるとしている。これに対してNHKが発行元の講談社に抗議した。NHK側の会見では、3人のアディポネクチンの数値は5%から8%減少していたが、上下10%未満は測定器の誤差の範囲内として変化なしとしたとしている[6]。2007年（平成19年）4月11日の放送後、小野が「統計学的に有意な減少幅にならなかったために変化なしと表現したのであって、捏造の事実はない」と説明をし、番組公式サイトのトップページにも長期に渡って週刊現代への反論が掲載された。
- 2008年（平成20年）7月9日放送の「今年も猛暑! お宅の『氷』激ウマ大革命」で「20℃の水が凍り始めるまでに100分かかるのに対し、100℃の熱湯は30分で凍り始めた」とする研究論文があることを放送した。これについて、早稲田大学の大槻義彦名誉教授が「物理学で未解明」などとして批判した[7]。高温の水のほうが低温の水より早く凍り始めることがあるという現象はムペンバ効果と呼ばれる。
- 2009年（平成21年）4月29日放送予定分は、高齢者の転倒防止がテーマとなっていたが、同年3月15日にこの回を収録中に、エキストラとして出演していた60歳代の女性が、転倒の様子を観察する実験の最中に、転倒して左手首を骨折していたことが発覚した。NHKは本放送分では、事故のあった実験の含まれる部分は除外して放送するとした[8]。

## 特別番組

### ガッテン深夜営業中
「オトコのウソを見破る法」（2009年）
NHK番組たまご（秋の番組たまごまつり）の一番組として、2009年9月29日の深夜（24:10 - 24:40）にNHK総合テレビで放送されたパロディ形式のバラエティ番組である。通常の『ためしてガッテン』のセットに会議室用のテーブルを並べて収録する。ガッテン台が番組内で用いられたが、たたくと「ガッテン」ではなく「ガッテソ」と鳴る。
- 司会 - 細川茂樹、青井実（アナウンサー）
- ゲスト - 松嶋尚美、里田まい、小倉優子
- ナレーター - 栗田貫一

### ガッテンお盆臨時営業中
「ビールのおいしい飲み方」（2010年）
2010年8月12日（木）の午後10:55より、NHK総合テレビで放送された。前回同様、簡易セットが組まれ、ワイプが多用された他、『プロジェクトX』風の構成が一部に採用されるなど、サラリーマンNEO的なパロディ要素も多い放送であった。今回も「ガッテソ」と鳴るガッテン台が採用された。
- 司会 - 有田哲平（くりぃむしちゅー）、青井実（アナウンサー）
- ゲスト - フットボールアワー、マツコ・デラックス、安田美沙子
- ナレーター - 生野文治

## ミニ番組

### うまくてガッテン
主に料理のコツを5分にまとめたミニ番組で生野文治のナレーションのみの構成で放送される。北海道地方では全国放送番組の時差放送を含む地域情報番組枠の余った時間で放送されることが多い。

### 5分でガッテン
2015年2月17日に放送開始した。上記の番組と同様、過去の放送回の一部を5分に編集した番組である。主にミッドナイトチャンネルの時間帯で放送される。

## パロディ番組
SONGSスペシャル「桑田佳祐の歌ってガッテン!」（2012年）
2012年7月18日（水）の午後10:00より、NHK総合テレビで放送された。『SONGS』が「ためしてガッテン」とコラボレーションした企画コーナーであった。桑田のソロ活動の歴史や曲作りのエピソードを、本人のインタビューやライブを交えながら、本家同様のVTRやセットを用いて紹介するのが主な内容であった。なお、かねてから桑田は志の輔のファンである事を公言しており、番組の冒頭でも志の輔がその事に触れていた。
- 司会 - 立川志の輔、小野文惠（アナウンサー）
- ゲスト - 寺脇康文、山瀬まみ、チャン・ソングス（チャン・グンソクのパロディで彼の友人という設定であり、桑田が扮する）
- ナレーション - 生野文治
- VTR出演 - 桑田佳祐

## 関連番組
- なせばなるほど
- ガッテン!